# Arcagato (nipote di Agatocle di Siracusa)
Arcagato (in greco  Άρχάγαθος?; IV secolo a.C.) era figlio di Arcagato e nipote di Agatocle di Siracusa.

## Biografia
Era figlio di Arcagato e di madre ignota, nipote del primo Re di Sicilia Agatocle di Siracusa e della sua prima moglie.
Descritto come un giovane di grande coraggio e audacia, dopo la morte del padre nel 307 a.C., uccise lo zio paterno per succedere al nonno. Venne a sua volta assassinato da un cittadino greco di nome Menone.